# Kristus vandrar bland oss än (psalmbok)
Kristus vandrar bland oss än är ett sånghäfte med 66 psalmer publicerade tillsammans med noter. Häftet sammanställdes av predikanten och sångaren Artur Erikson. Det kostade 4 kronor då 33:e tusendet utgavs 1965.
Till varje sångtext är ett bibelord fogat och syftet var att koppla dessa citat till musiken och sången under gudstjänsterna.
Häftet innehåller en blandning av äldre och nyare sångtexter.

## Innehåll
Uppgifter om författare och kompositörer lämnas när artikel om psalmen inte finns.
1. Kristus vandrar bland oss än
2. Vägen, sanningen och livet (Text Artur Erikson och melodi Charles Crozat Converse)
3. Vilken vän vi ha i Jesus
4. Nåd strömmar från Golgata (Text Otto Witt och melodi Edwin O Excell)
5. Bröd från himlen (Text W Williams, översättning Georg Holm och melodi John Hughes)
6. Vem som helst kan bli frälst
7. Ära halleluja (Text Georg Holm och melodi Norah B Burne)
8. Säg mig den vägen
9. Underbart namn Han bär (Text och melodi Alfred Henry Ackley, översättning Georg Holm)
10. I Herrens barmhärtiga händer (Text Oscar Lövgren och melodi Jacob Nyvall)
11. Oss är givet ett budskap (Text C Sterne och melodi Joh Gustafsson)
12. Brinnande hjärtan giv oss, o Gud
13. Vår Herre är uppstånden (Text och melodi Alfred Henry Ackley och översättning Joel Sörenson)
14. Jesus från Nasaret går här fram
15. All ära till Gud
16. Jesus för världen givit sitt liv
17. Låt mig växa stilla
18. Ande, du som livet ger
19. Nu jag vill stilla gå(traditionell gospel, översättning av Artur Erikson)
20. Skönaste Jesus, Konung över alla (tysk text och melodi, översättning Text Erik Nyström)
21. Just som jag är
22. Bar du min börda, led du min nöd
23. Jesus, du mitt liv, min hälsa
24. Det största utav allt (Text och musik G Beverly Shea och Dan Hallberg)
25. Kom in i mitt hjärta, Jesus (Text H D Clarke)
26. Frälsare på korsets stam
27. Klippa, du som brast för mig
28. När jag ser min Jesus (Text Maud Frazer och melodi Rob Harkness)
29. Sen Gud till barn mig tog åt sig
30. Halleluja din är äran
31. Hörer du din Frelsers stemme (Text E W Blandly och E Collet och melodi J S Norris)
32. Säg är din lampa redo (Text George Frederick Root och Nyström och melodi i form av gammal melodi från Malung)
33. Jag är en gäst på Jorden (Engelsk text och melodi J A Hultman)
34. Lär mig din väg, o Gud
35. Vi får se hans ansikte (Text och musik N J Clayton)
36. Frälsare tag min hand (Text C S Robinson och F Engelke och melodi Lowell Mason)
37. Helga min själ och sinn (Text Nils Frykman och melodi Lowell Mason)
38. Vad gränslös nåd (Översättning av Gunno Södersten och melodin amerikansk melodi)
39. När han kommer
40. O salighet, o gåtfullhet
41. Hugsvalaren är här
42. Städse på Sion jag tänker (Text T B Baratt och melodi Claritel)
43. Tänk att jag tillhör Jesus (Text och melodi N J Clayton, översättning John Ivar Lindestad)
44. Jesus kommer till ditt hjärta (Text A W Hellström och melodi G Nylander)
45. Jag skall se min Herre Kristus (Översatt från engelska och melodi Tullar)